# Delfín tricamioneta
La Delfín tricamioneta era un triciclo motorizado de transporte (motocarro) creado en la posguerra española, cuya base era una motocicleta a la que se añadió una tercera rueda. Fue diseñada por el excorredor Julio Fusté en 1956, y se utilizó como vehículo de transporte de pequeñas mercancías.

## Diseño
El diseño de los motocarros Delfín estaba inspirado en los Solyto de la firma francesa New-Map, diferenciándose de ellos por la parte frontal, que sobresalía más debido a que el motor Hispano Villiers era más voluminoso que el Ydral de 125 cc que montaba el Solyto. Aunque originariamente el Delfín fue concebido como motocarro, era normal usarlo de automóvil, por lo que a menudo ha sido incluido dentro del sector de los microcoches.
Era totalmente metálico, con una tara de 250 kg. Utilizaba un motor Hispano Villiers de 197 cc, con el que podía alcanzar 60 km/h. Todos los Delfín estaban pintados del color azul metalizado. El depósito de gasolina estaba situado justo enfrente del asiento del acompañante, lo que representaba todo un peligro. Su producción estimada fue de 20 unidades.
En una exposición de coches antiguos celebrada en Madrid en 2005, se presentó un ejemplar que se encuentra en perfecto estado en Gerona. 

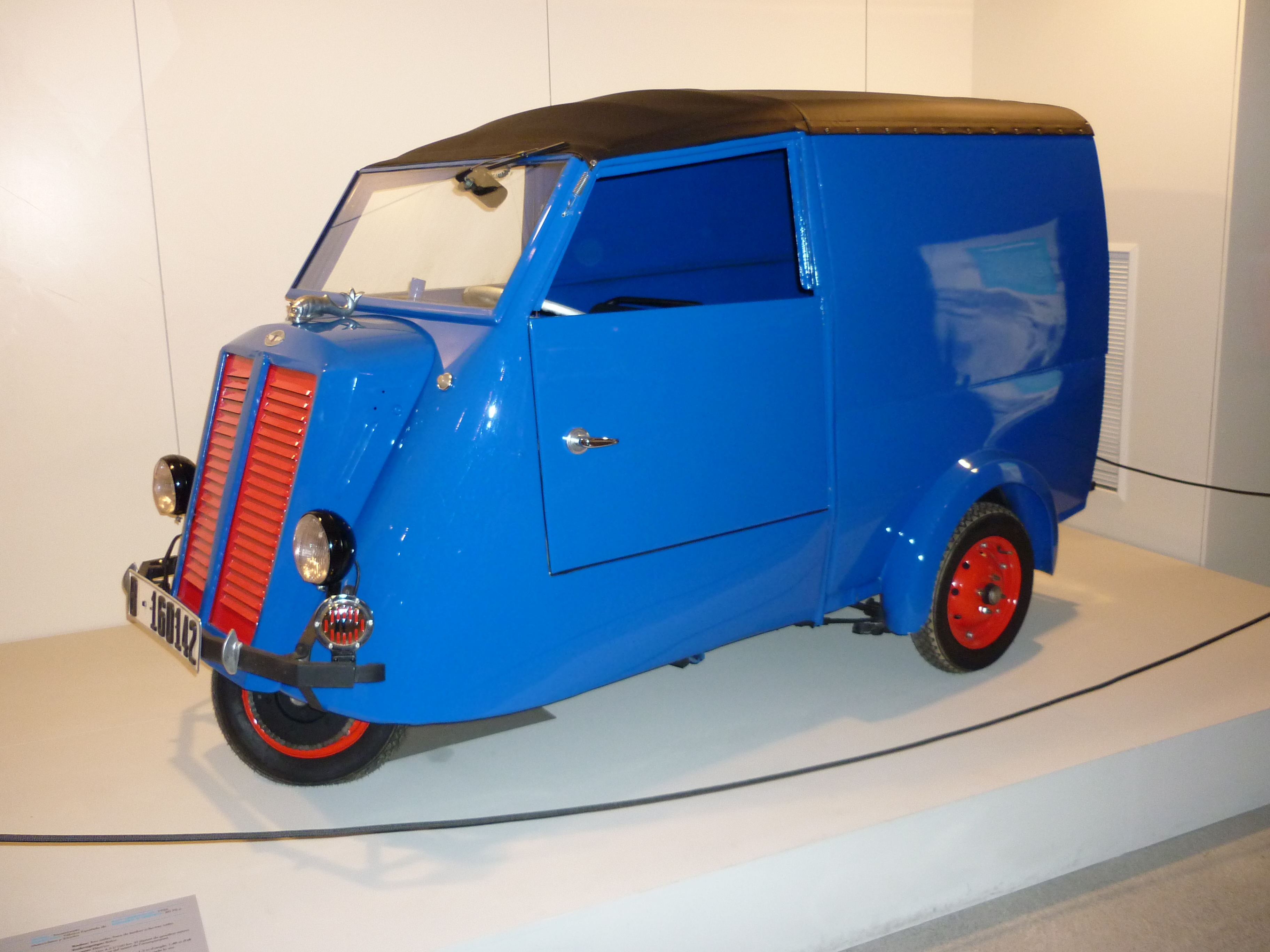
Motocarro Delfín